# David Wilson (beeldhouwer)
David Wilson (Londen, 1947) is een Australische beeldhouwer.

## Leven en werk
Wilson werd geboren in Engeland, maar emigreerde in 1965 naar Australië. Hij studeerde in Engeland schilderkunst aan de Harrow School of Art en volgde tot 1970 een opleiding beeldhouwkunst aan de National Gallery Art School in Melbourne. Hij exposeert sindsdien in Australië en Londen. Zijn eerste werken zijn metaalassemblages in de stijl van Anthony Caro, waarbij hij later zijn opleiding tot schilder niet verloochent door kleur toe te passen. Veelal zijn de sculpturen geïnspireerd door het (Australische) landschap. Wilson doceert aan het Victorian College of Art.
Wilson woont en werkt in Tyabb (Victoria).

## Werken (selectie)
- 1971: Untitled, National Gallery of Victoria (NGV)
- 1975: Gateway, La Trobe University Sculpture Park
- 1976: Corner totem, NGV
- 1977: Black Vessel, McClelland Gallery and Sculpture Park (McClelland)
- 1978: Passage, NGV
- 1978: Earth, McClelland
- 1979: Morning note, NGV
- 1979: Dry pool, McClelland
- 1981: Shore column, McClelland
- 1985: Stump stall, McClelland
- 1986: Windows in the water, NGV
- 1987: Around the mirror, McClelland

Voorts bevinden zich werken van David Wilson in de Gatineau Jackson Collection (2) in New South Wales, de University of Melbourne Sculpture Trail (3) in Melbourne en de Evandale Sculpture Walk (1) in Gold Coast (Queensland).